# Brassia huebneri
Brassia huebneri är en orkidéart som beskrevs av Rudolf Schlechter. Brassia huebneri ingår i släktet Brassia och familjen orkidéer. Inga underarter finns listade i Catalogue of Life.